# Miguel Iglesias

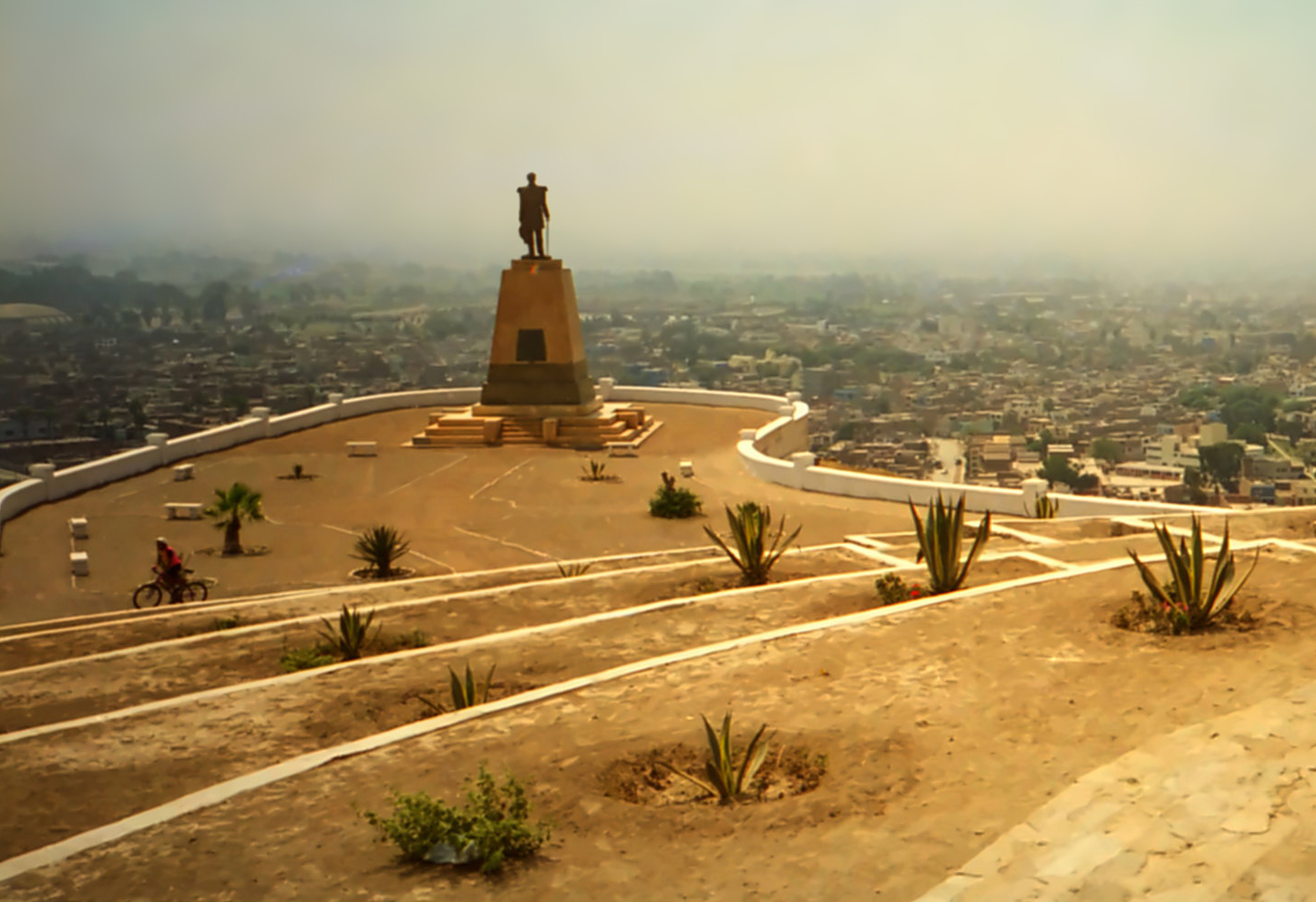
Nationalhjälten Miguel Iglesias står staty på Morro Solar i Chorrillos.

Miguel Iglesias Pino de Arce, född 11 juni 1830 i Celendín, död 7 november 1909 i Lima, var en peruansk militär och politiker. Han var president i Peru 1884–1885. Han är känd som författare till Grito de Montán, med vilken han öppnade vägen för fredsförhandlingar under Stillahavskriget. Förhandlingarna ledde till Ancónfördraget, genom vilket Peru överlät territorier till Chileː Tarapacá för all framtid, Tacna och Arica i tio år.
Efter konfrontationer med Andrés Avelino Cáceres överlämnade han kommandot till Antonio Arenas och gick i exil i Spanien.

## Stillahavskriget
Efter att Chile förklarat krig mot Peru 1879 samlade han en bataljon på 3 000 man och flyttade med dem till Lima. Tidigt på morgonen den 22 december 1879 anslöt han sig till bataljonerna som stödde Nicolás de Piérola för att avsätta vicepresidenten Luis La Puerta och tillsammans intog de El Callao. Omedelbart därefter utsågs Iglesias till krigs- och flottminister av den diktatoriska regering som utsågs av Piérola. Han tog ansvaret för omorganisationen av de väpnade styrkorna efter nederlaget för arméerna i söder. Iglesias förberedde sedan försvaret av Lima, med tanke på närheten till den chilenska armén.

### Försvaret av Lima
Iglesias deltog i slaget vid San Juan. Natten till den 12 januari 1881 intog första armékåren under hans ledning gatorna i Lurín och tog sig till Chorrillos, Villa och Santa Teresa.
Iglesias återtog sina positioner på berget Santa Teresa, men insåg att han var omringad bakifrån och var tvungen att dra sig tillbaka för att ta sig i riktning mot el malecón i Chorrillos. Iglesias togs till fånga efter desperat motstånd i Chorrillos vid 12:30-tiden. Från det ögonblicket var det överste Arnaldo Panizos styrkor, som tillsammans med sina artillerister utförde försvaret vid huvudbatteriet på Morro Solar, uppkallat efter martyren José Olaya.
Panizo attackerades av Patricio Lynch, skyttarna gjorde motstånd tills de blev övermannade. I Marcavilca och Morro Solar initierades attacken av 4:e linjeregementena Chacabuco och följdes sedan av andra. Iglesias hade tagits till fånga tillsammans med Guillermo Billinghurst, Carlos de Piérola och Miguel Valle Riestra. Bland de döda fanns Alejandro Iglesias, son till Miguel Iglesias.
Miguel Iglesias släpptes fri av de chilenska trupperna under förutsättning att han förmedlade ockupationstruppernas villkor till de peruanska myndigheterna. När hans uppdrag var fullbordat, fick han efter ockupationen av Lima tillstånd att dra sig tillbaka till sin egendom i Cajamarca, under löfte att dra sig ur politisk verksamhet, vilket han gjorde under hela året 1881.